# Шербур ан Котантен
Шербур пренасочва насам.  За окръга вижте Шербур (окръг).
Шербур ан Котантен (на френски: Cherbourg-en-Cotentin) е град в северозападна Франция, административен център на окръг Шербур в департамента Манш на регион Нормандия. Населението му е около 81 000 души (2015).
Разположен е на 4 метра надморска височина в Армориканските възвишения, на брега на протока Ла Манш в северния край на полуостров Котантен и на 105 километра северозападно от Кан. Селището е известно от късната Античност, а през Втората световна война е сцена на битката за Шербур. Днес градът е важно търговско и военно пристанище.

## Известни личности
Родени в Шербур ан Котантен
- Ролан Барт (1915 – 1980), семиотик
- Виктор Гриняр (1871 – 1935), химик
- Жан Маре (1913 – 1998), актьор
- Жан Николе (1598 – 1642), изследовател
- Жорж Сорел (1847 – 1922), философ